# Val Costeana
La Val Costeana è un'ampia valle della provincia di Belluno, laterale destra della valle del Boite. Situata nel Comune di Cortina d'Ampezzo, ha inizio in località Campo e sale in direzione nord-ovest fino al Passo di Falzarego, percorsa dalla Strada statale 48 delle Dolomiti.
Come molte delle valli limitrofe, fu teatro di azioni belliche durante la prima guerra mondiale. Da sottolineare la presenza, in quel periodo, di un'imponente teleferica che partendo dalla località di Zuel, dove le merci giungevano attraverso una ferrovia posata sulla sede stradale, raggiungeva la località di Vervei. La Valle è sovrastata dal Becco d'Aial, invidiabile punto di osservazione sulla sommità del quale sono ancora visibili ruderi di un punto di avvistamento sempre relativo al primo conflitto mondiale.